# Pavol Višňovský
Pavel Višňovský (* 8. květen 1960, Veľké Leváre, Československo) je slovenský herec.

## Filmografie
- 1983: Muž nie je žiaduci …. Juraj Horvát
- 1984: Na druhom brehu sloboda …. Ondrej Janiš
- 1984: Noc smaragdového měsíce …. Vojta
- 1985: Zelená léta …. Balco
- 1988: Uzavřený okruh …. Ing. Jan Kalaš
- 1995: Hazard ….
- 2008: "Mesto tieňov" TV seriál …. mjr. Ivan Tomeček

- Osoba Pavel Višňovský ve Wikicitátech